# (15761) Schumi
(15761) Schumi ist ein Asteroid des Hauptgürtels, der am 24. September 1992 von Freimut Börngen und Lutz D. Schmadel am Observatorium der Thüringer Landessternwarte Tautenburg entdeckt wurde.
Der Asteroid ist nach dem deutschen Formel-1-Rennfahrer und siebenfachen Weltmeister Michael Schumacher benannt.